# Матросы (посёлок)
Матро́сы (карел. Matrossa) — посёлок в Пряжинском национальном районе Республики Карелия, административный центр Матросского сельского поселения.

## Общие сведения
Находится у автотрассы Р21 (E 105), в 28 км к западу от Петрозаводска, на правом берегу реки Шуя.
В 2-х километрах от посёлка, вблизи автотрассы, находится памятник истории — братская могила советских воинов, погибших в сентябре 1941 года в боях Великой Отечественной войны 1941—1945 годов.

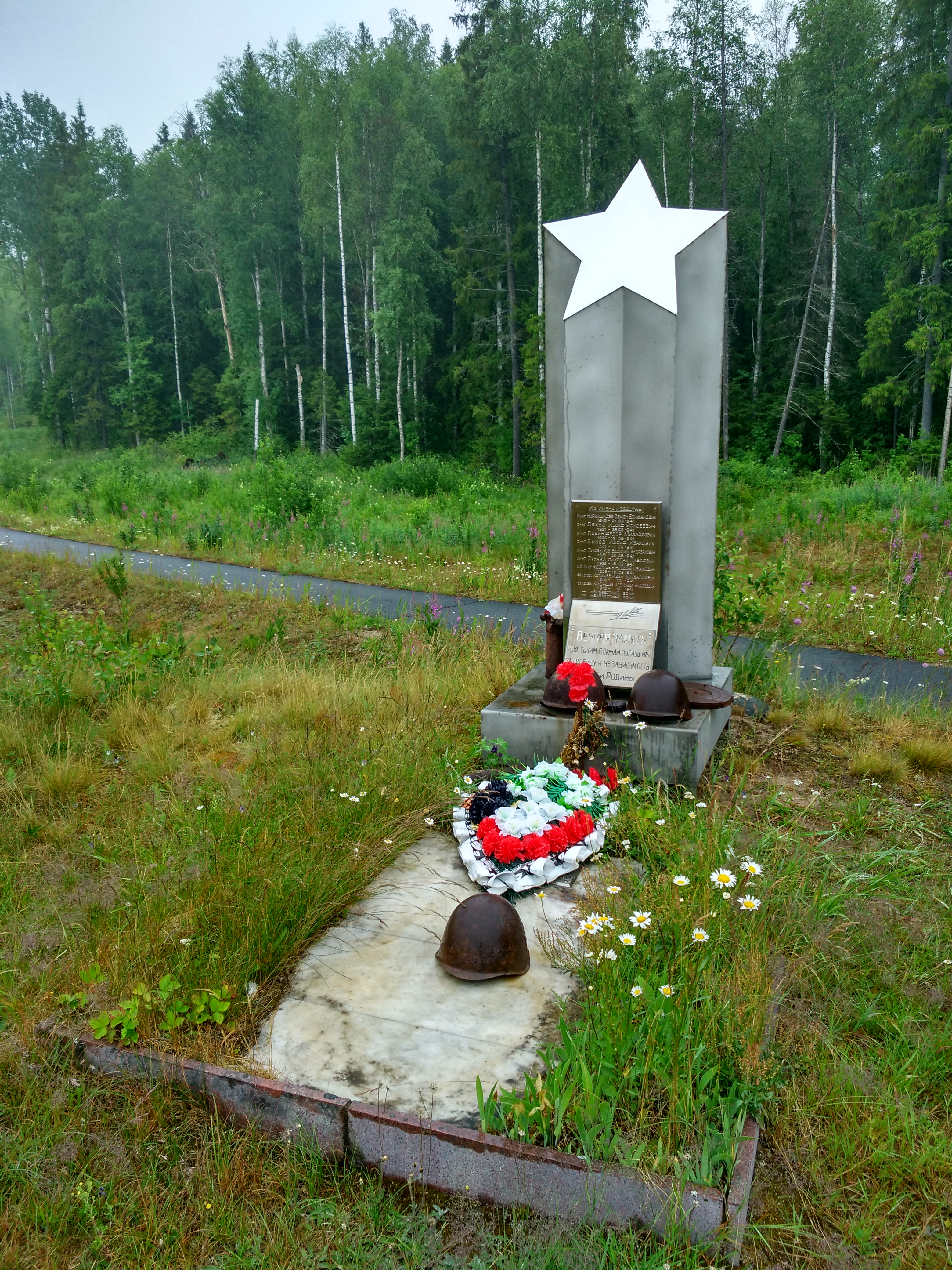
Братская могила,

## История
Деревня У Матроса впервые упоминается в 1825 году.
Поселение Матрос упоминается в «Списке населённых мест Российской империи по Олонецкой губернии» в 1873 году.
В деревне имелась часовня, которая в 1904 году уже считалась ветхой. Не ранее 1907 года была построена новая часовня, освящённая в честь иконы Богоматери «Всех скорбящих Радость». Эта часовня простояла до 1960-х годов и впоследствии была снесена. Официальная причина сноса — помеха вывозке леса в хлыстах из-за расположения у поворота дороги.
Посёлок образован в 1929 году, когда здесь был организован первый в республике Матросский механизированный лесопункт, позднее преобразованный в механизированный лесоучасток Петрозаводского леспромхоза (в настоящее время ликвидирован). Матросский сельсовет был образован 5 января 1932 года. Основу населения посёлка составляли финны-переселенцы из Канады.

Матросы во время оккупации 1941—1944 годов
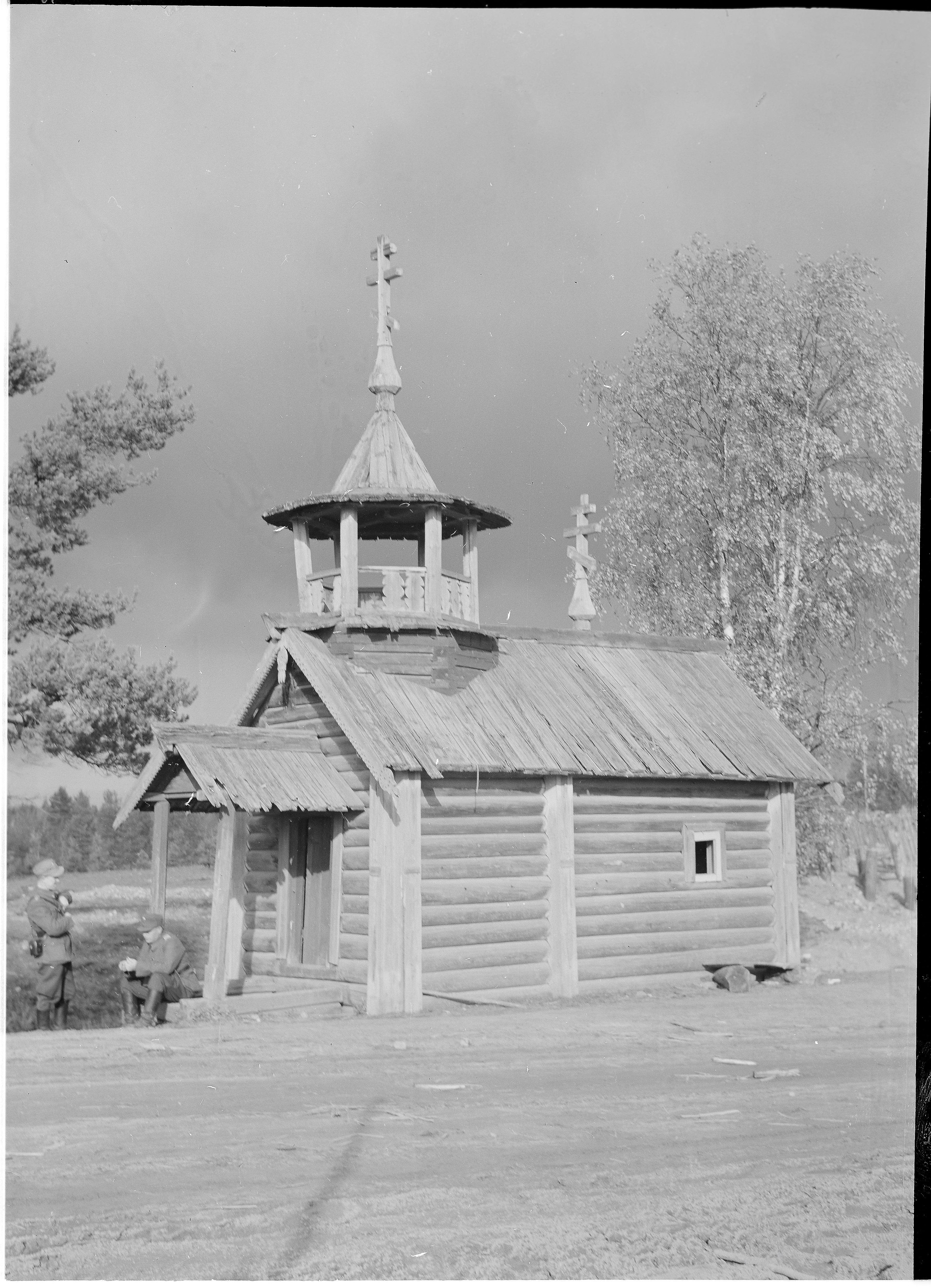
Как утверждает финская подпись, часовня использовалась как курятник
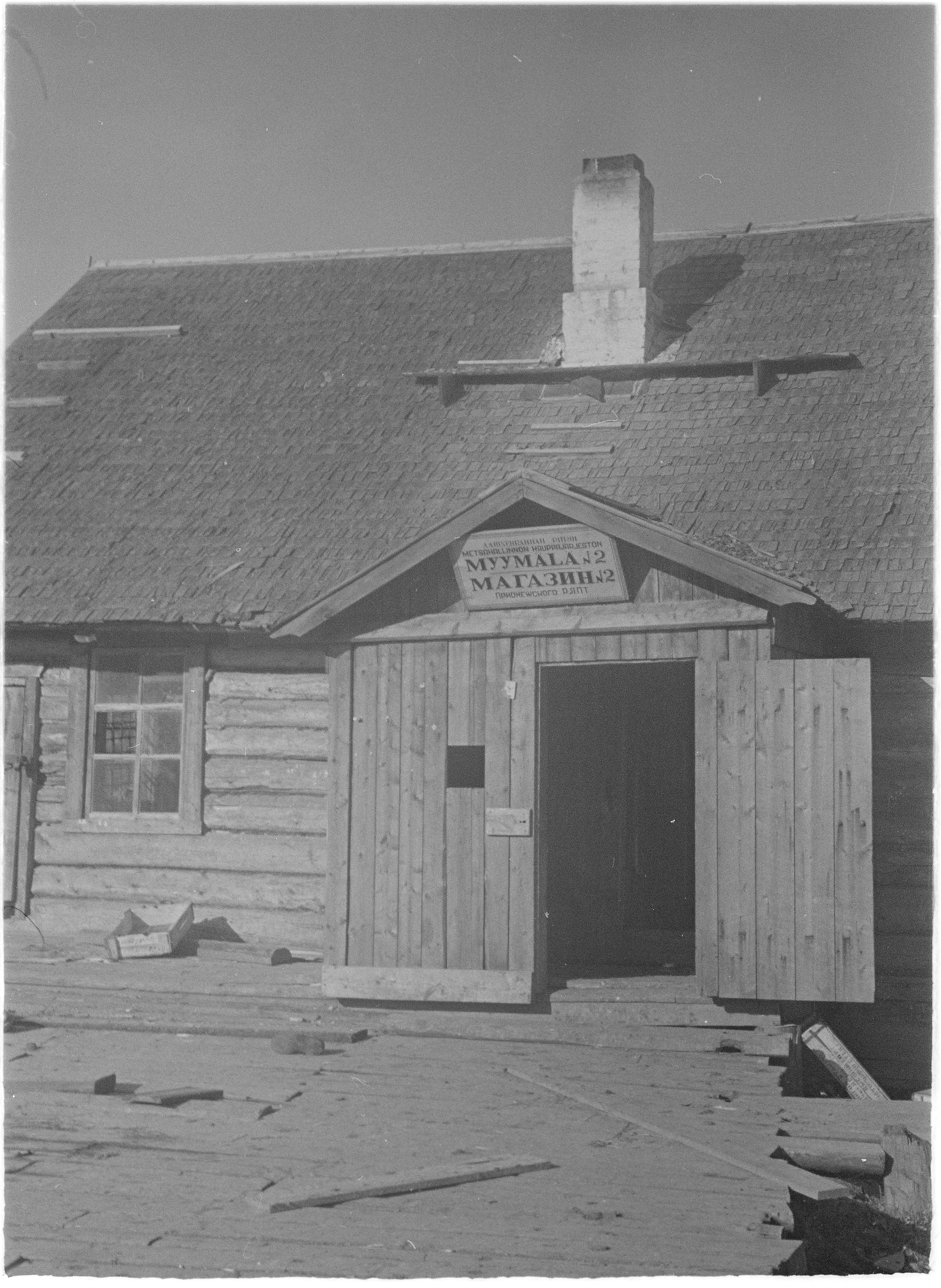
Магазин
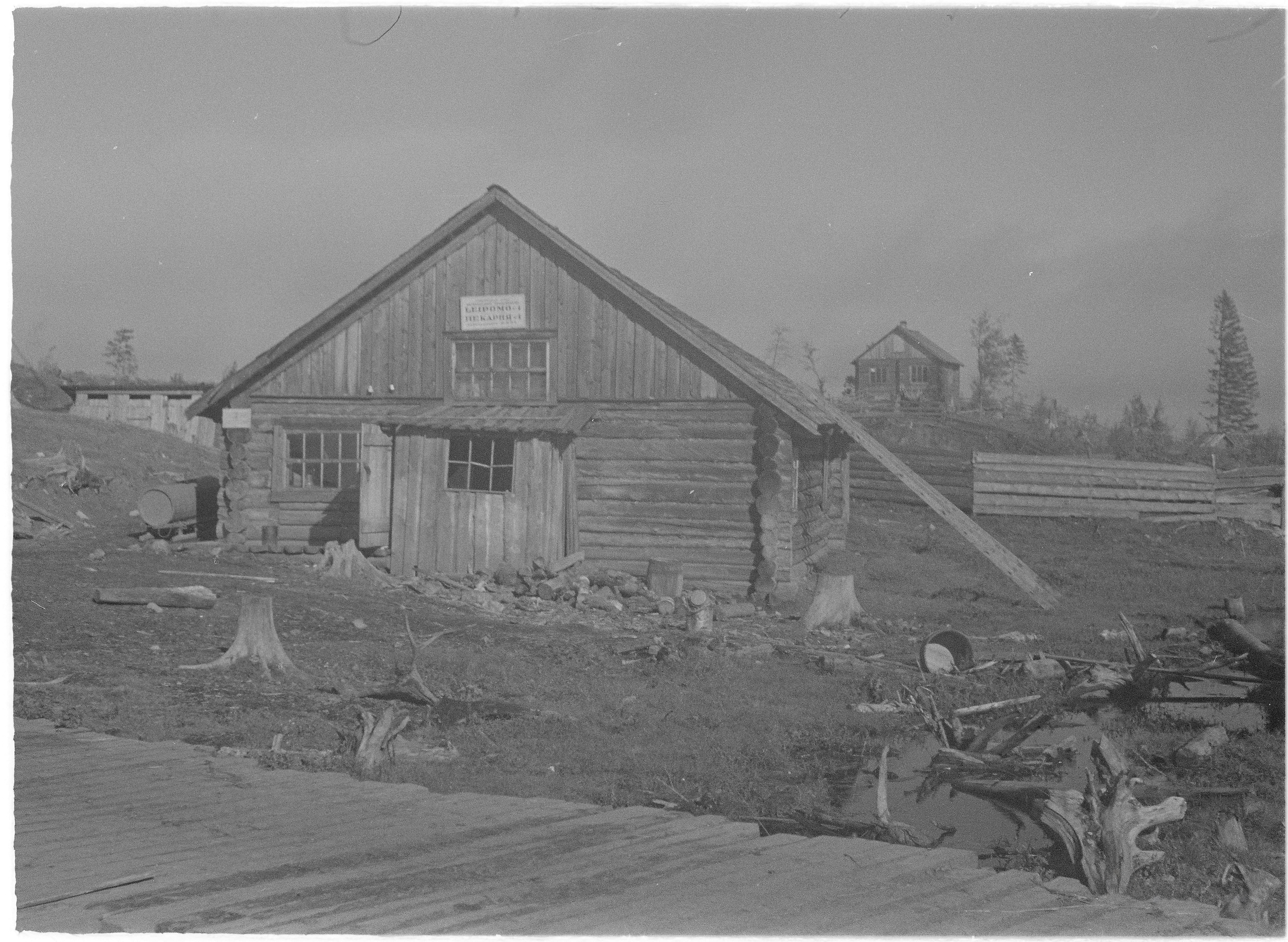
Пекарня
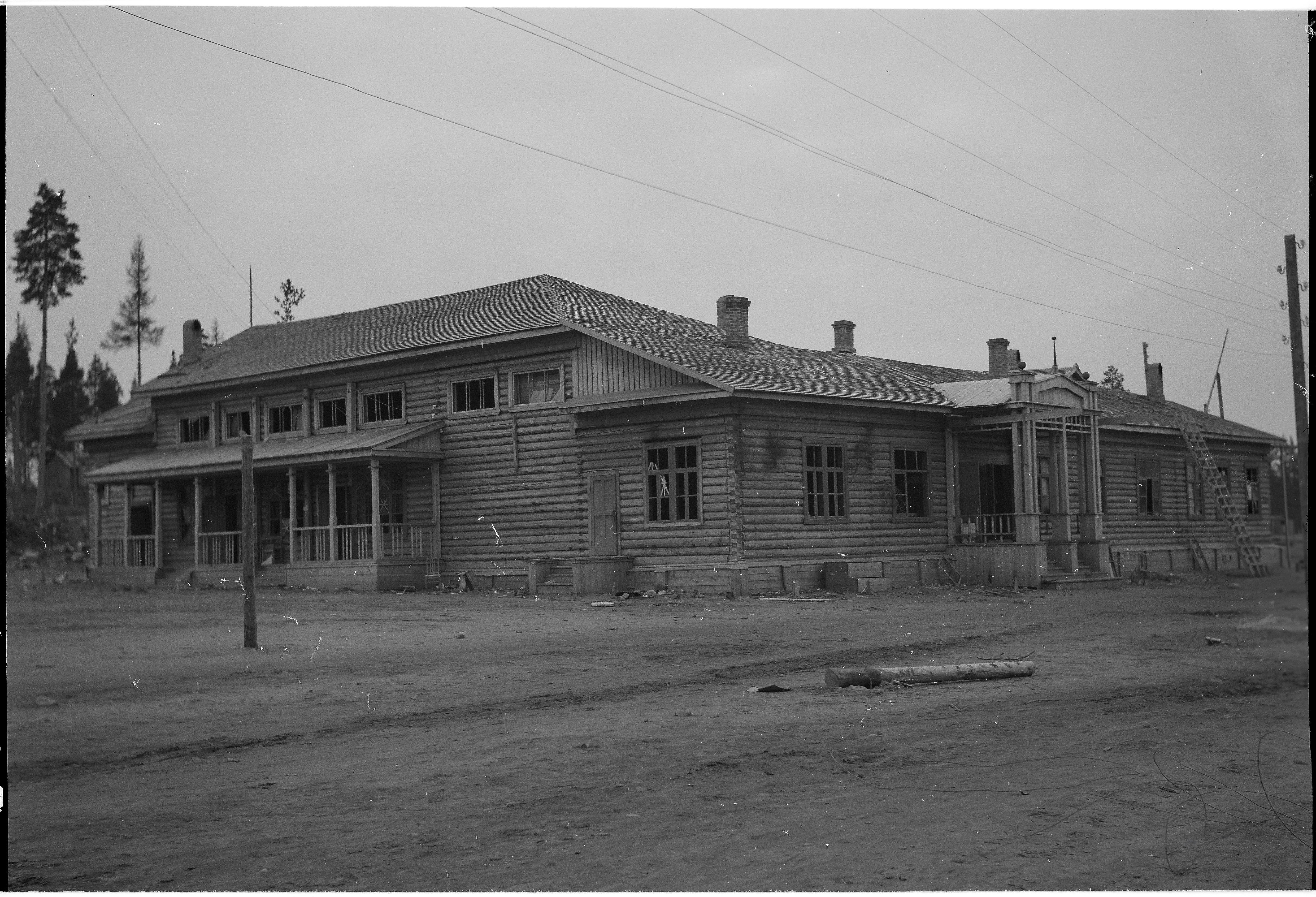
Кинотеатр (клуб)

## Население
| 2002  | 2009  | 2010  | 2012  | 2013  | 2014  | 2015  |
| ----- | ----- | ----- | ----- | ----- | ----- | ----- |
| 1447  | ↘1042 | ↗1068 | ↗1357 | ↗1389 | ↗1410 | ↗1416 |
| 2016  | 2017  | 2018  | 2019  | 2020  | 2021  | 2023  |
| ↗1443 | ↗1476 | ↗1504 | ↗1614 | ↗1698 | ↘848  | ↘748  |

Численность населения в 1905 году составляла 14 человек.

## Образование
Матросская основная общеобразовательная школа.

## Здравоохранение
Рядом с посёлком находится государственное учреждение здравоохранения «Республиканская психиатрическая больница» на 920 коек, открытая в 1986 году. Это крупнейшая в Республике Карелия больница психиатрического профиля.
Также действует фельдшерско-акушерский пункт.

## Улицы посёлка Матросы
- Больничный городок
- Боровая улица
- Гористая улица
- Лесная улица
- Строительная улица
- Набережная улица
- Норикская улица
- Октябрьская улица
- Первомайская улица
- Пряжинское шоссе
- РПБ-1
- Речная улица
- Школьная улица